# Balzac, Charente
Balzac är en kommun i departementet Charente i regionen Nouvelle-Aquitaine i västra Frankrike. Kommunen ligger  i kantonen Gond-Pontouvre som ligger i arrondissementet Angoulême. År 2022 hade Balzac 1 401 invånare.

## Befolkningsutveckling
Antalet invånare i kommunen Balzac
Referens:INSEE